# كيفن دود
كيفن دود (بالإنجليزية: Kevin Dodd)‏ هو لاعب كرة قدم أمريكية أمريكي، ولد في 14 يوليو 1992 في تايلورز في الولايات المتحدة.

## وصلات خارجية
- كيفن دود على موقع مرجع كرة القدم المحترفة.كوم (الإنجليزية)